# 스와얌부나트 사원

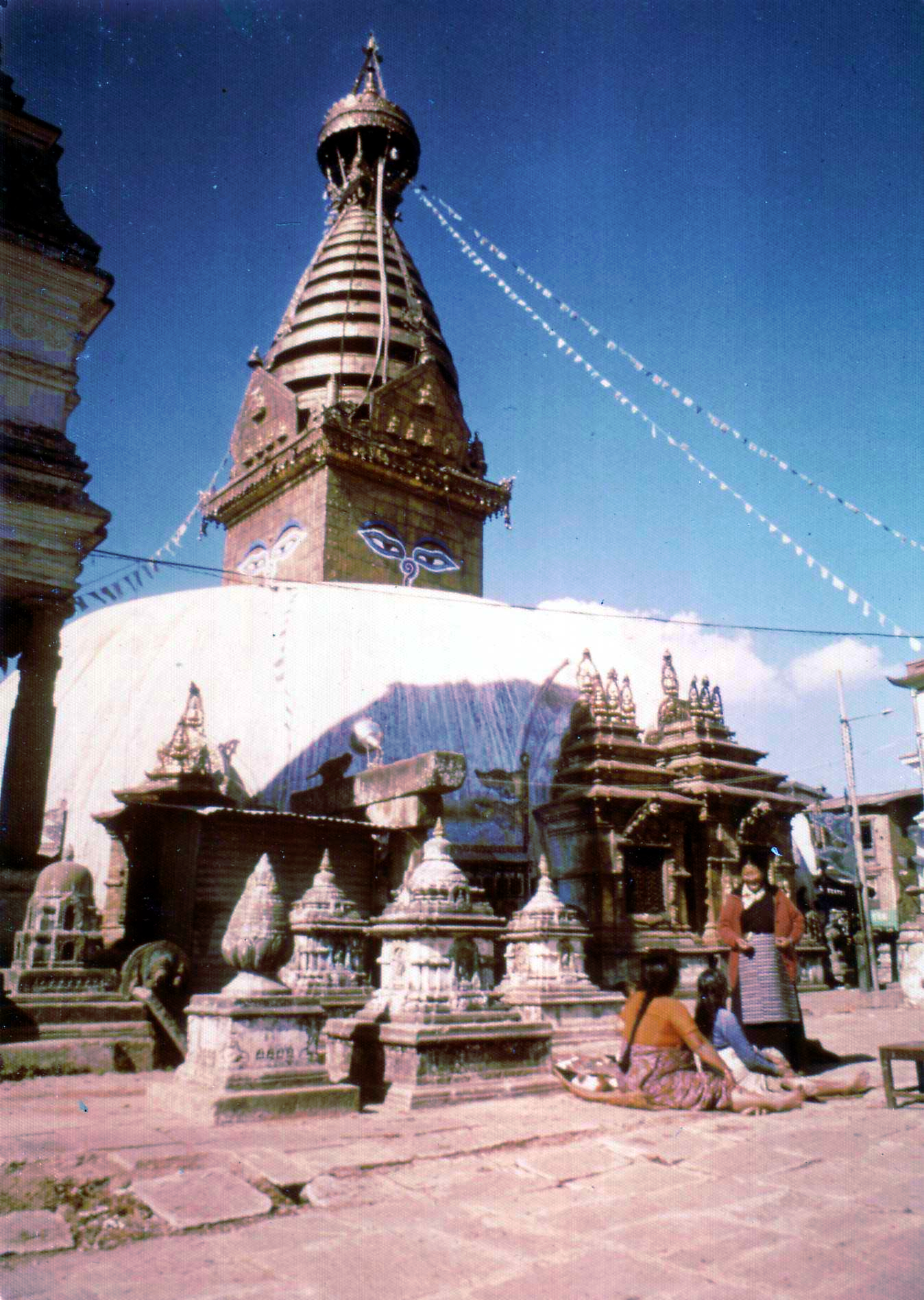
1973년

스와얌부나트 사원(네팔어: स्वयम्भूनाथ स्तुप, Swayambhunath temple)은 네팔의 수도인 카트만두 서쪽 언덕에 있는 불교 사원이다. 주변에 원숭이들이 많이 살고 있어 원숭이 사원이라고 불리기도 한다. 1979년 유네스코에서 카트만두 계곡에 있는 7개의 주요 문화재를 세계문화유산으로 등록하였는데, 스와얌부나트 사원도 그 중 하나이다.
카트만두 계곡에서 카트만두 중심과 가까우면서도 높은 언덕에 위치하고 있어서 카트만두 시내 전경을 가장 잘 볼 수 있는 곳으로 알려져 있다.

스와얌부나트 사원
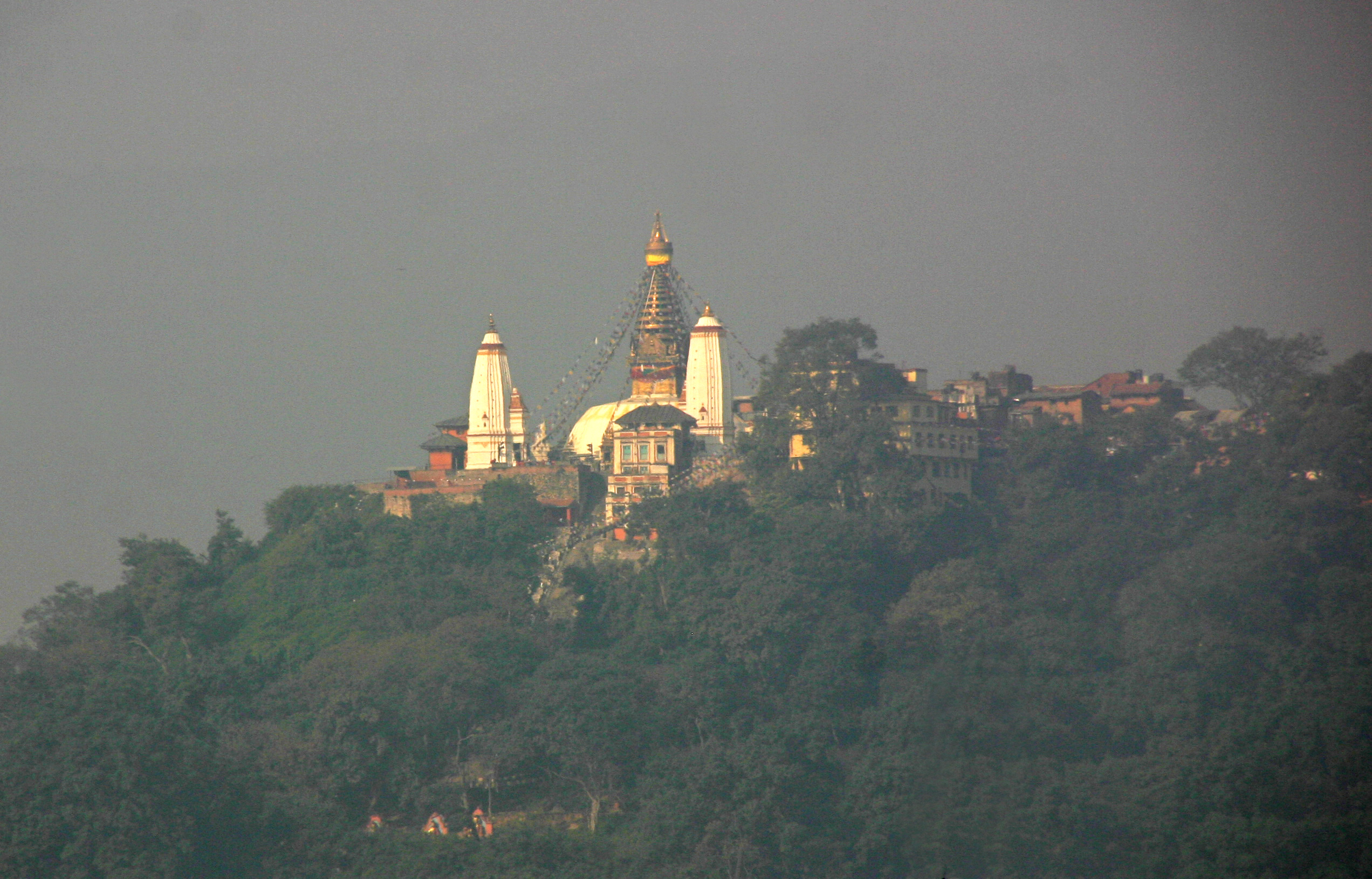
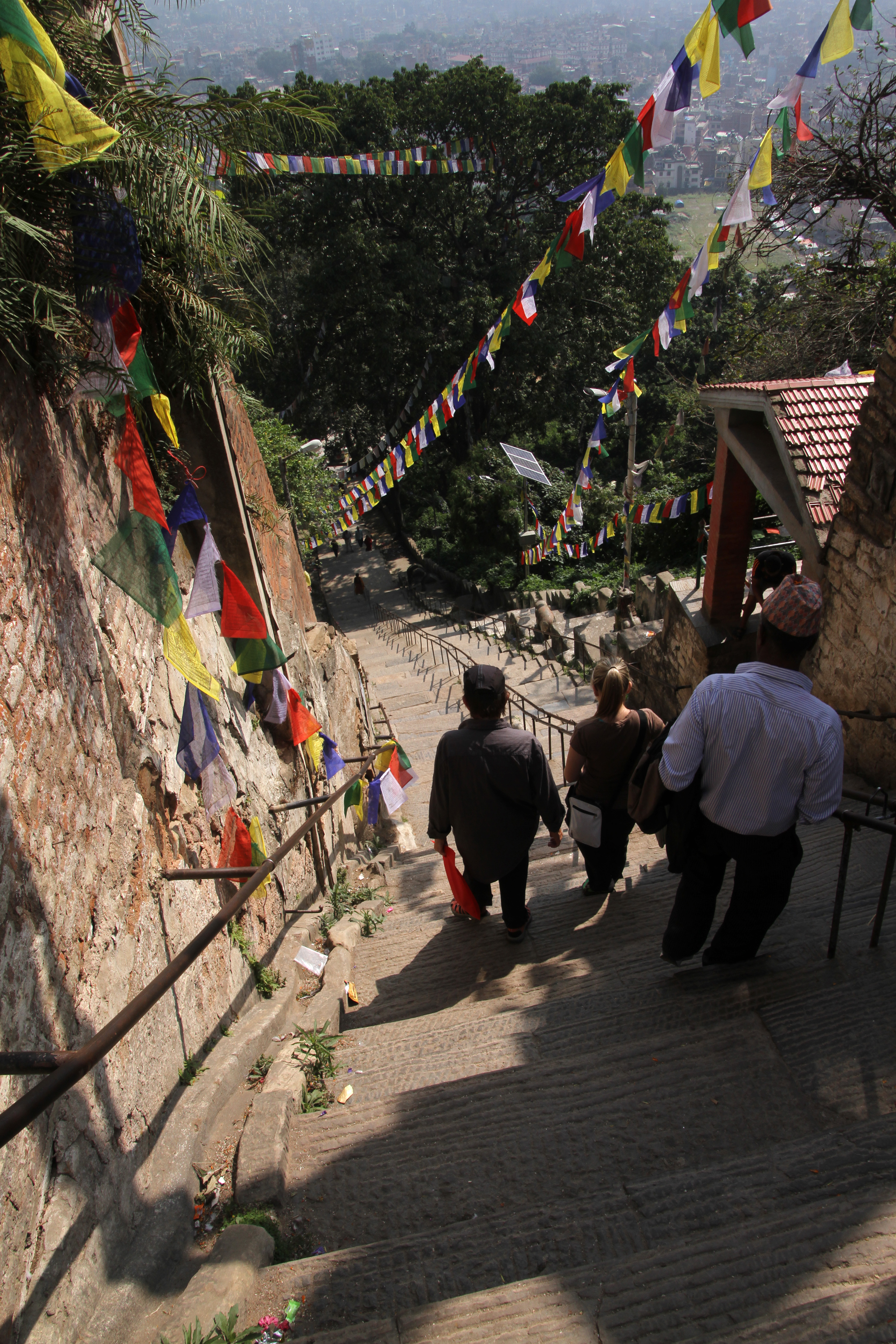
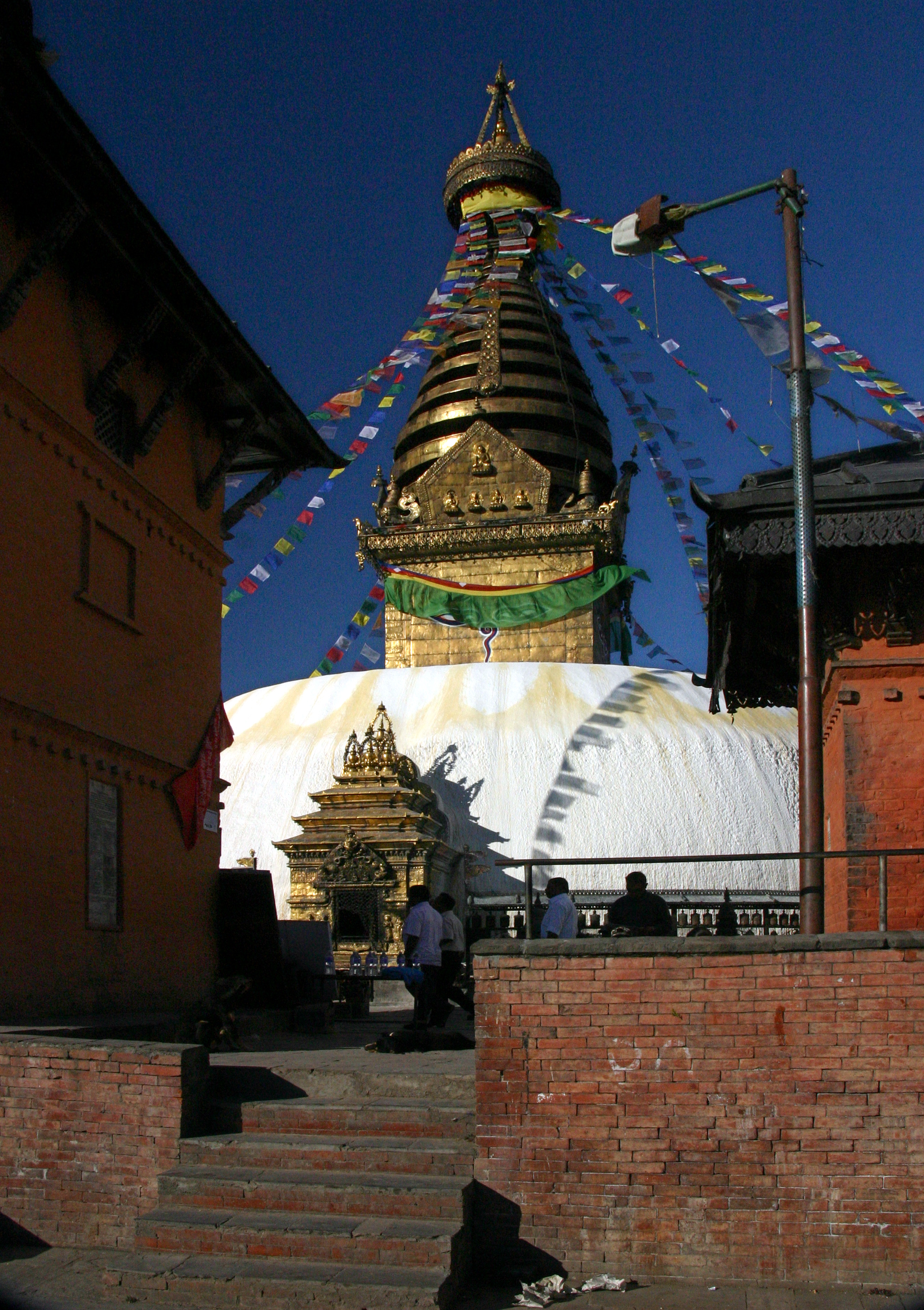
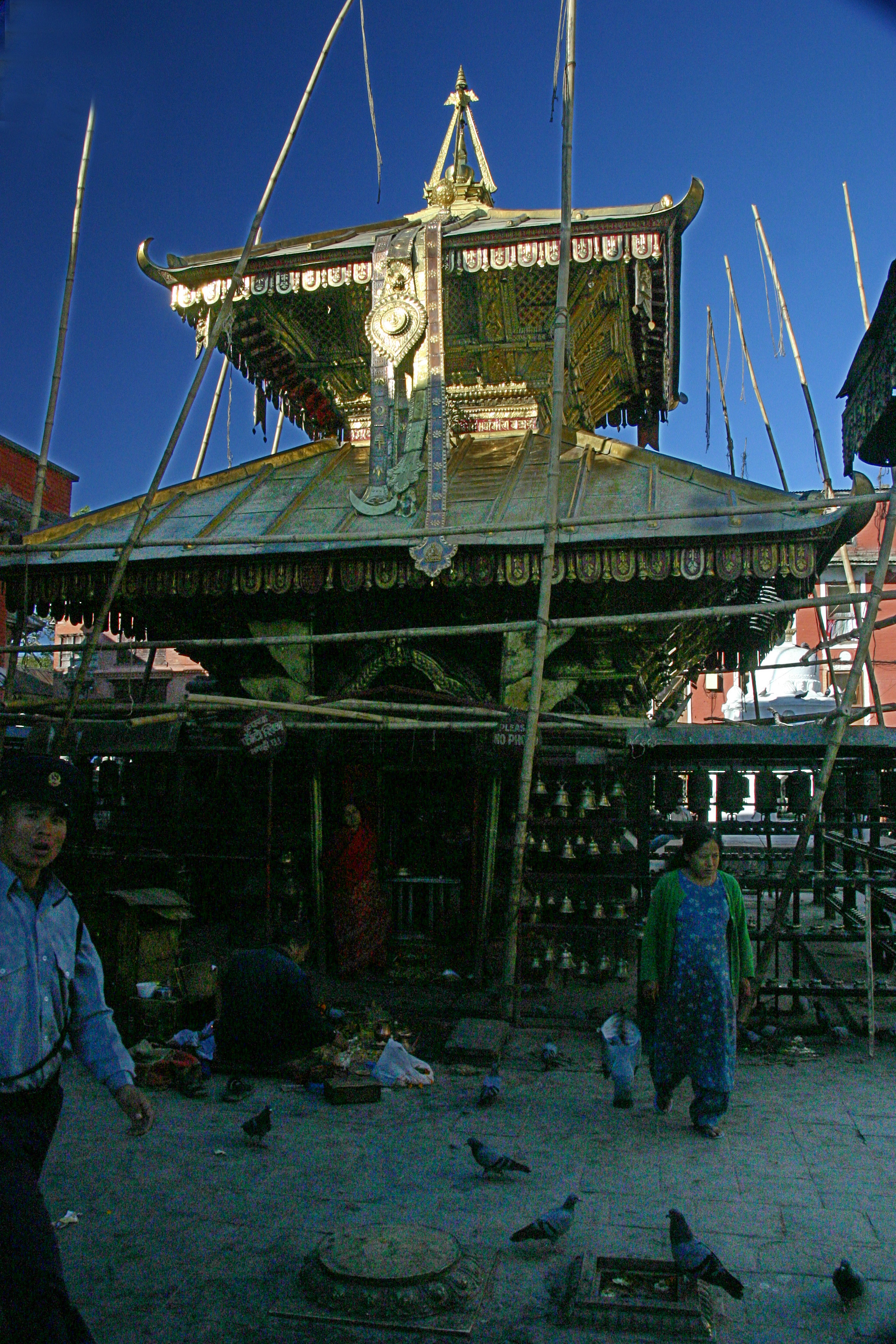
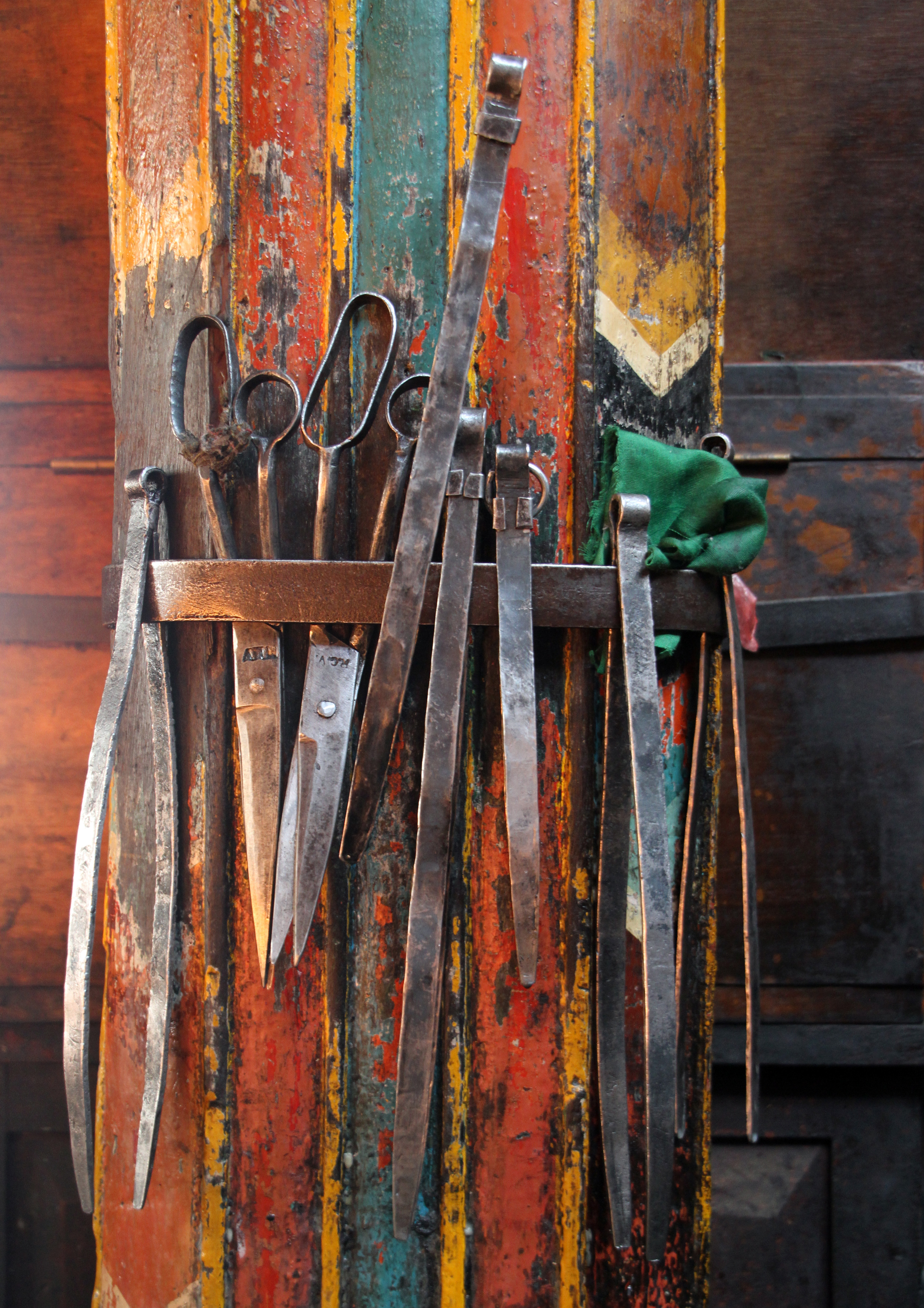
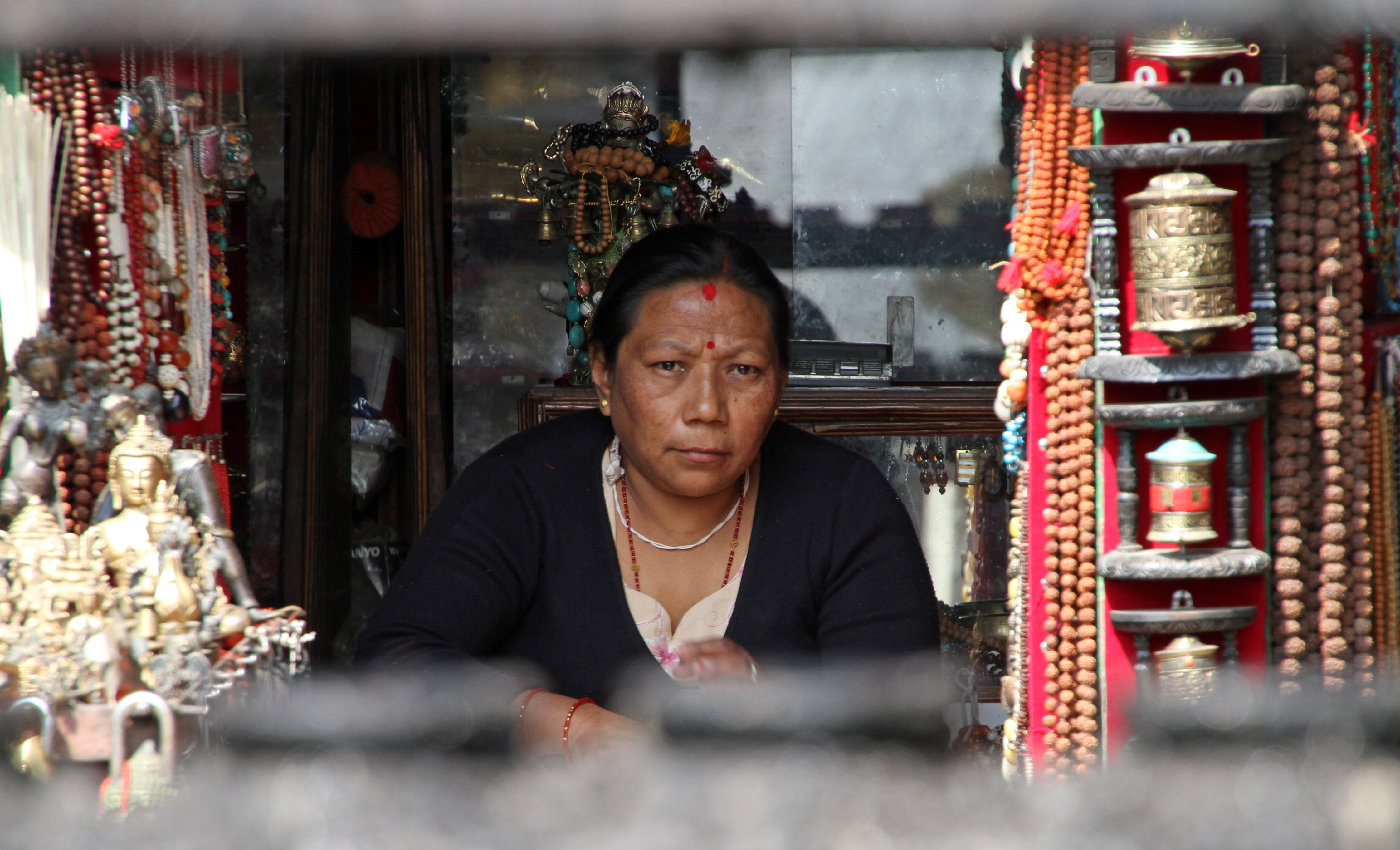
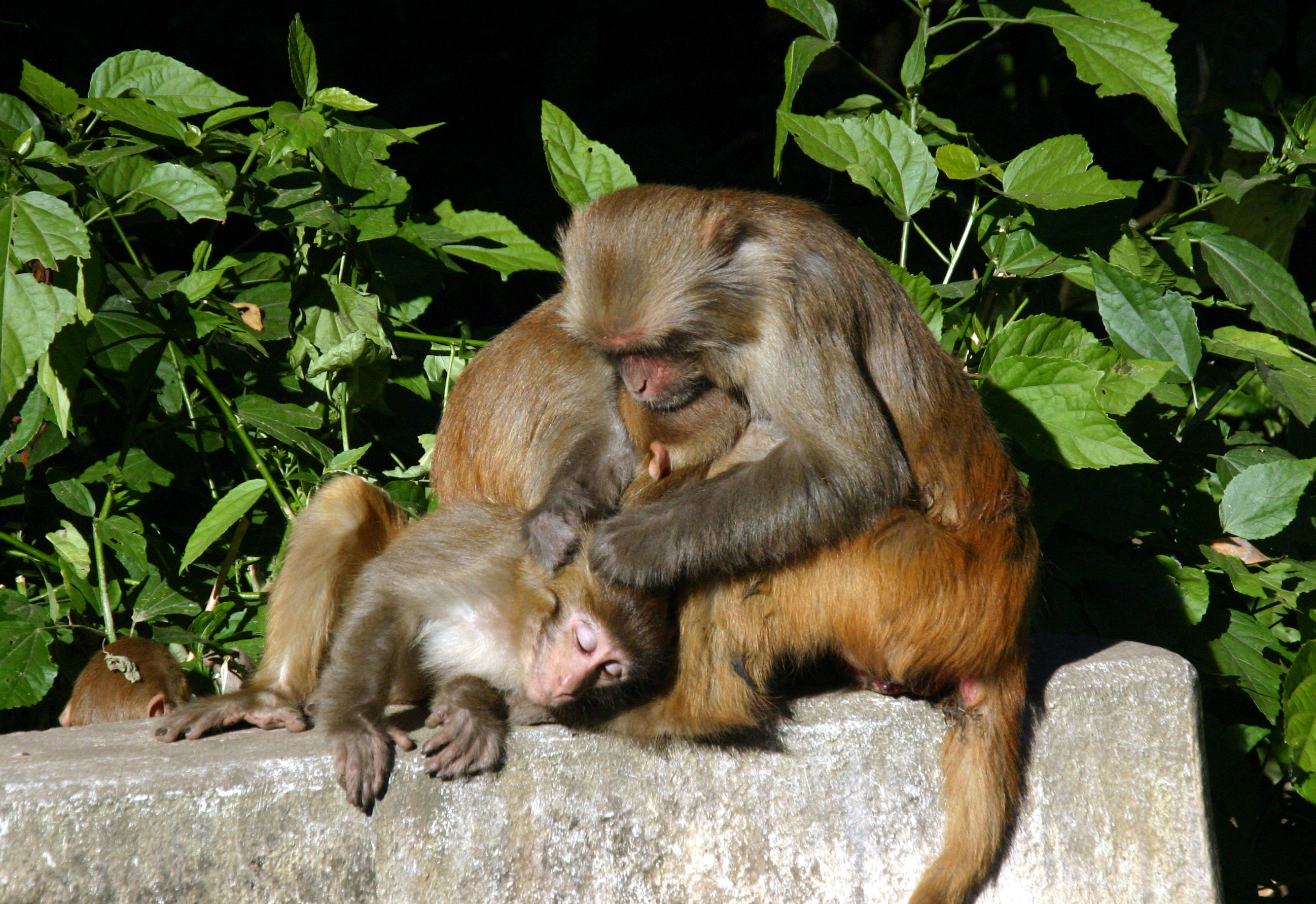
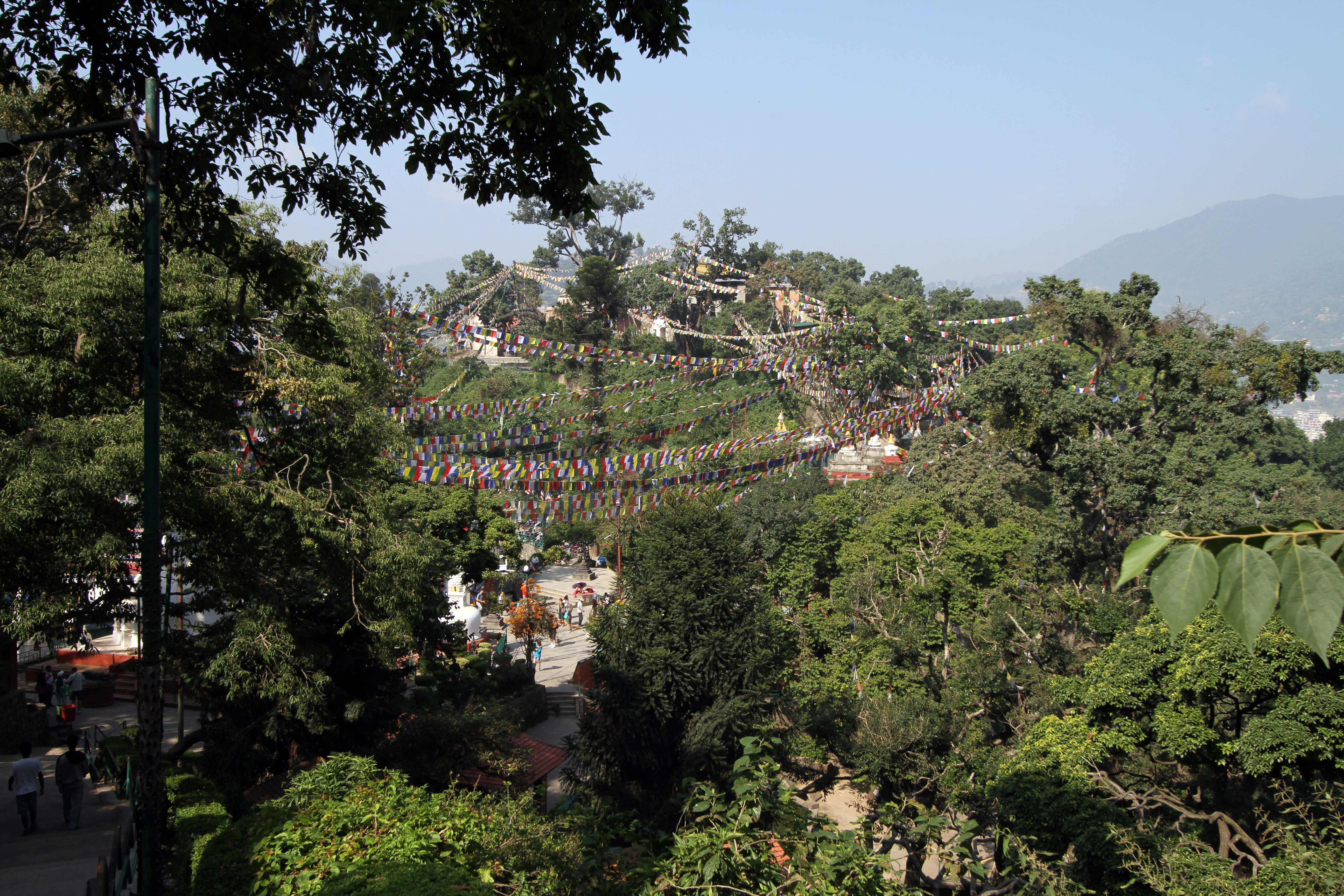
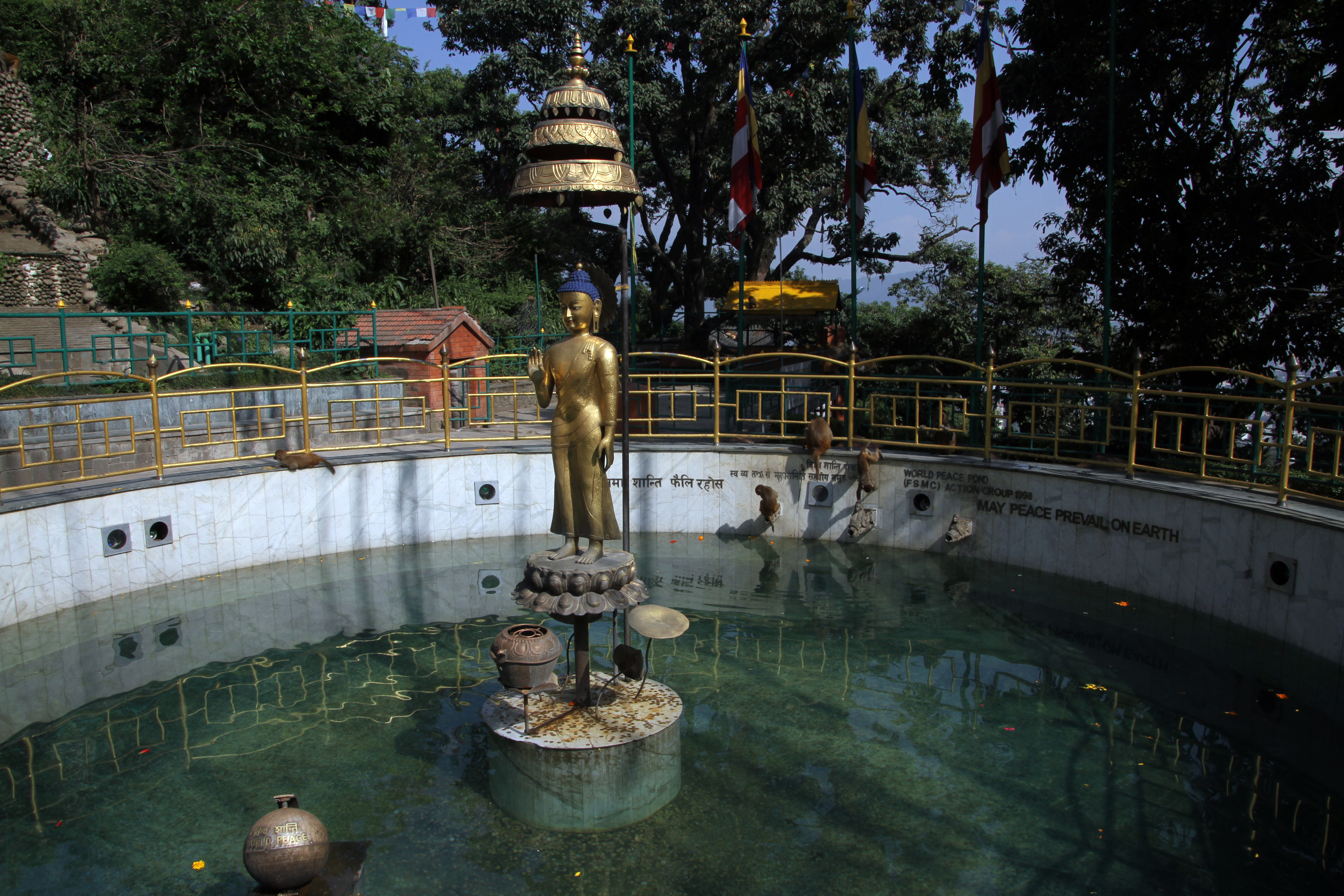
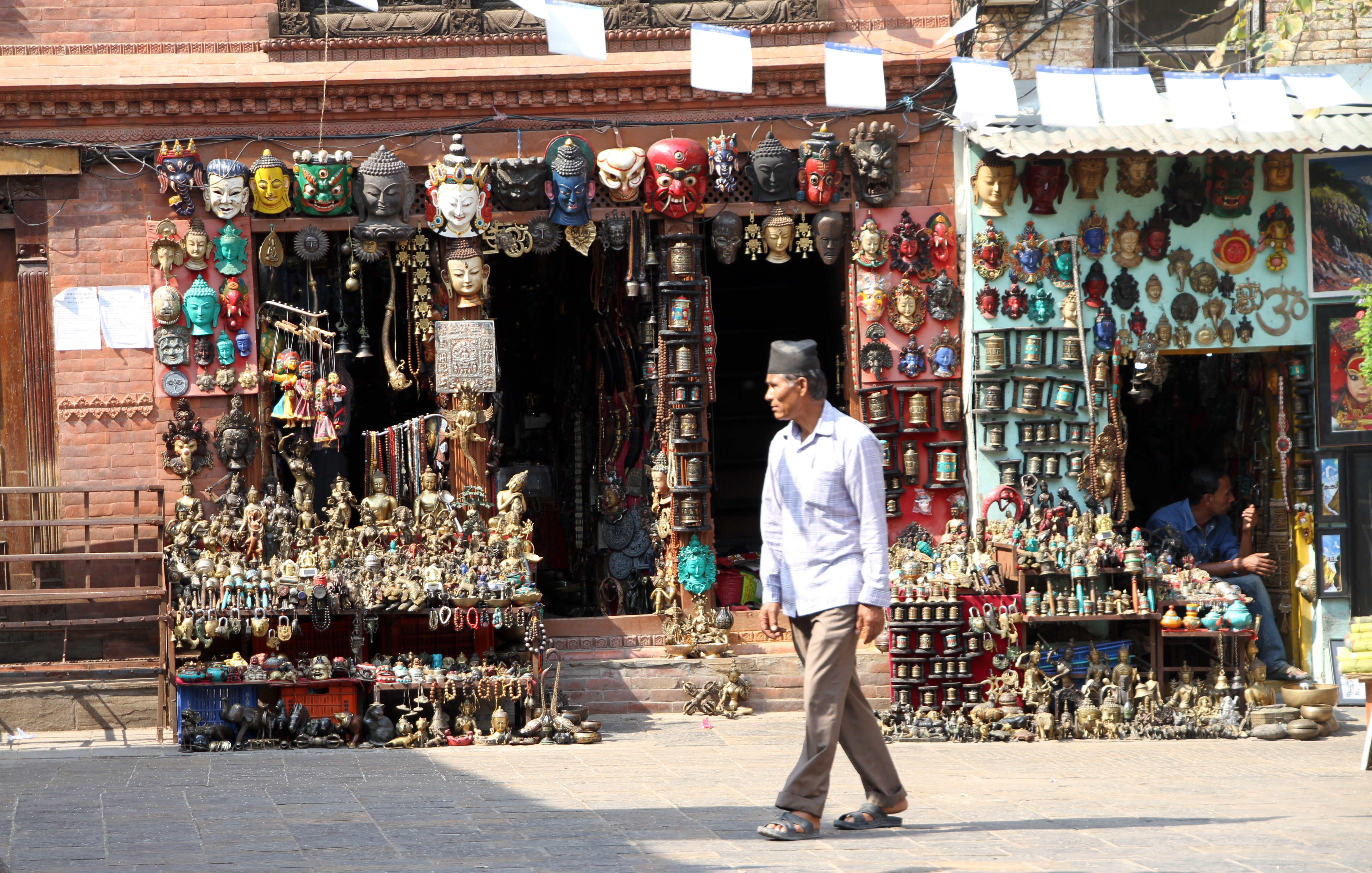

## 같이 보기
- 파슈파티나트 사원
- 샤마빠